# جک ژرارد
جک ژرارد (انگلیسی: Jack Gerard) وکیل و مدیر ارشد اجرایی آمریکایی است، که در حال حاضر به‌عنوان مدیر عامل مؤسسه نفت آمریکا فعالیت می‌نماید.